# Cabozantinib
El cabozantinib es un fármaco inhibidor de la tirosina cinasa que tiene diferentes efectos sobre los receptores del factor de crecimiento de hepatocitos (HGFR o c-MET), el receptor tirosina quinasa y el receptor del factor de crecimiento endotelial vascular 2 (VEGFR-2).

## Eficacia
Se ha comprobado que es activo contra el cáncer medular de tiroides.
Aumenta la supervivencia al cáncer de riñón en comparación con el tratamiento con everólimus. En las afecciones graves o metastásicas, aumenta la duración de la remisión y se le señala como mejor que el sunitinib.

## Aspectos comerciales
Fue desarrollado por la empresa Exelisis bajo el nombre en código XL184; BMS907351. En los Estados Unidos lo comercializa Exelixis, Takeda en Japón e Ipsen en el resto del mundo.
Su nombre comercial es :
- Cometriq[7] para el tratamiento del cáncer medular de tiroides (AC concedida el 21 de marzo de 2014 por la Agencia Europea del Medicamento con la indicación: “tratamiento del cáncer medular de tiroides (CMT), localmente avanzado o metastásico, progresivo e irresecable en adultos");[8]
- Cabometyx[9] para el tratamiento del carcinoma de células renales (AC concedida el 9 de septiembre de 2016 por la Agencia Europea del Medicamento con la indicación: “tratamiento de pacientes adultos con carcinoma de células renales avanzado después de la terapia específica del receptor del factor de crecimiento endotelial vascular (VEGF) ").[10]

Se considera al cabozantinib como un medicamento huérfano tanto por la Agencia Europea del Medicamento desde el 6 de enero de 2009 en el tratamiento del carcinoma medular de la tiroide como por la Administración de Alimentos y Medicamentos (FDA) de Estados Unidos desde enero de 2011 para las indicaciones del tratamiento del carcinoma folicular, medular y anaplásico de tiroides metastásico o localmente avanzado.